# Claudio Invernizzi
Claudio Invernizzi (Piriápolis, 1957) es un publicista, periodista y escritor uruguayo.

## Carrera
Sus padres fueron el artista plástico José Luis Invernazzi y la arquitecta argentina Emilia Alperovich. Claudio fue director creativo de Viceversa/ Young & Rubicam y fue galardonado en varios eventos publicitarios: en Nueva York, en el FestiIberoamericano de la Publicidad y en los Clio Awards. 

### Medios
Ejerció el periodismo desde 1984 en el semanario Jaque, posteriormente en el diario La Hora y en otras publicaciones nacionales e internacionales. En 2009 asumió como director de Canal 5 de Uruguay.

### Docencia
Invernizzi fue docente de la Licenciatura de Ciencias de la Comunicación en la Universidad de la República de 1990 a 1994, y también de la Universidad Católica del Uruguay. En 1995 colaboró en la creación del primer programa de la licenciatura de comunicación de la Universidad ORT Uruguay. Dictó conferencias en todos los centros de estudio y decenas de eventos de comunicación del país, también lo hizo para alumnos de comunicación de la Sorbona y en diversas partes del mundo como Perú, Brasil, Argentina, México, Colombia, EEUU, Panamá y Paraguay.

### Letras
La actividad literaria de Invernizzi es variada, incluye desde experiencias propias en las cárceles de la dictadura cívico-militar hasta historias enclavadas en la década de 1950.

## Obras
- Esta empecinada flor. Montevideo: Las Bases. 1985. (Testimonios sobre su experiencia en la cárcel durante la dictadura).
- La pulseada. Montevideo: Arca. 1989. (Novela). 2.º Premio de Narrativa, IM; Premio Bartolomé Hidalgo, 1989.
- La cara oculta de la Luna: narradores jóvenes del Uruguay. Montevideo: Linardi y Risso. 1996. (Cuentos de autores varios).
- La publicidad es puro cuento. Montevideo: Fin de Siglo. 2011. (Cuentos de autores varios).
- La memoria obstinada de Puerto Vírgenes. Montevideo: Estuario Editora. 2019. Premio Bartolomé Hidalgo, 2019.[4]
- El pasado es un montón de cosas inconclusas. Montevideo: Estuario Editora. 2021.
- Algo tan luminoso como una derrota. Montevideo: Estuario Editora. 2023.